# Grand Prix Formule 1 van Pescara 1957
De Grand Prix Formule 1 van Pescara 1957 werd gehouden op 18 augustus op het circuit van circuit van Pescara in Pescara. Het was de zevende race van het seizoen.

## Uitslag
| Pos. | Nr. | Coureur            | Constructeur  | Rondes | Tijd / Oorzaak uitval | Grid | Punten |
| ---- | --- | ------------------ | ------------- | ------ | --------------------- | ---- | ------ |
| 1    | 26  | Stirling Moss      | Vanwall       | 18     | 2:59:22.7             | 2    | 9S     |
| 2    | 2   | Juan Manuel Fangio | Maserati      | 18     | +3:13.9               | 1    | 6      |
| 3    | 6   | Harry Schell       | Maserati      | 18     | +6:46.8               | 5    | 4      |
| 4    | 14  | Masten Gregory     | Maserati      | 18     | +8:16.5               | 7    | 3      |
| 5    | 30  | Stuart Lewis-Evans | Vanwall       | 17     | +1 Ronde              | 8    | 2      |
| 6    | 8   | Giorgio Scarlatti  | Maserati      | 17     | +1 Ronde              | 10   |        |
| 7    | 24  | Jack Brabham       | Cooper-Climax | 15     | +3 Rondes             | 16   |        |
| DNF  | 34  | Luigi Musso        | Ferrari       | 9      | Olielek               | 3    |        |
| DNF  | 10  | Paco Godia         | Maserati      | 9      | Motor                 | 12   |        |
| DNF  | 20  | Bruce Halford      | Maserati      | 9      | Transmissie           | 14   |        |
| DNF  | 16  | Joakim Bonnier     | Maserati      | 7      | Oververhitting        | 9    |        |
| DNF  | 4   | Jean Behra         | Maserati      | 3      | Olielek               | 4    |        |
| DNF  | 22  | Roy Salvadori      | Cooper-Climax | 3      | Ongeluk               | 15   |        |
| DNF  | 28  | Tony Brooks        | Vanwall       | 1      | Motor                 | 6    |        |
| DNF  | 18  | Horace Gould       | Maserati      | 0      | Ongeluk               | 11   |        |
| DNF  | 12  | Luigi Piotti       | Maserati      | 0      | Motor                 | 13   |        |

## Statistieken
| Pole-position | Juan Manuel Fangio | Maserati | 9:44.6 |
| Snelste ronde | Stirling Moss      | Vanwall  | 9:44.6 |

## Noot
- Dit was de vijftigste Grand Prix-start voor Juan Manuel Fangio en een Argentijnse coureur. Hiermee was Fangio de meest ervaren coureur tot op dat moment.
- Tiende Grand Prix-start voor een Australische coureur en voor een Spaanse coureur.
- Vijfde Grand Prix-winst en tiende podiumplaats voor Stirling Moss.
- Eerste podiumplaats voor Harry Schell.

1950 · 1951 · 1954 · 1957